# ایگرمانت، گارد
ایگرمانت، گارد (به فرانسوی: Aigremont, Gard) یک کامین در فرانسه است که در Canton of Lédignan واقع شده‌است.

## خصوصیات
ایگرمانت ۱۲٫۵۵ کیلومترمربع مساحت و ۶۶۹ نفر جمعیت دارد و ۱۴۰ متر بالاتر از سطح دریا واقع شده‌است.